# تاریخچه اقتصادی فدراسیون روسیه

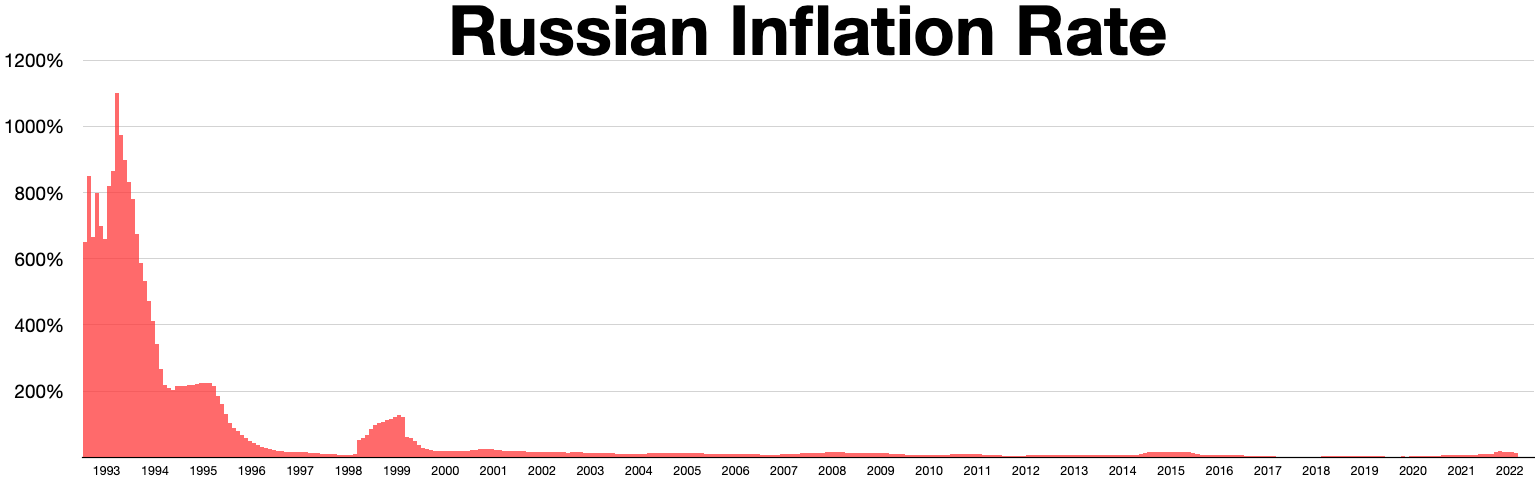
نرخ تورم روسیه ۲۰۲۲–۱۹۹۳

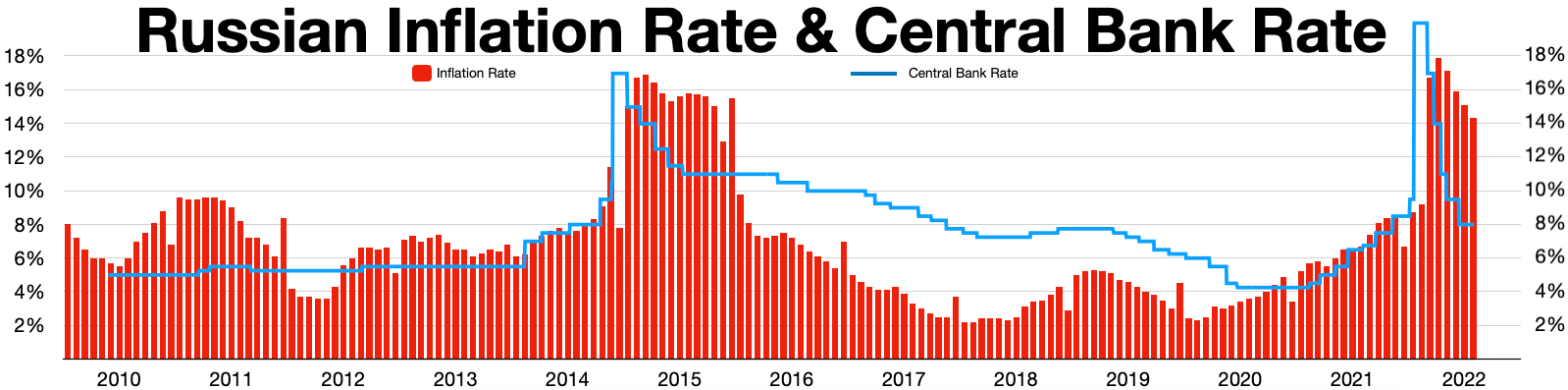
نرخ تورم روسیه ۲۰۲۲–۲۰۱۰
نرخ بهره پایه بانک مرکزی روسیه

پس از فروپاشی اتحاد جماهیر شوروی در سال ۱۹۹۱ و فروپاشی اقتصاد تحت کنترل روسیه شوروی، فدراسیون روسیه جدید تحت رهبری بوریس یلتسین در سال ۱۹۹۱ ایجاد شد. فدراسیون روسیه اصلاحات اقتصادی متعددی از جمله خصوصی‌سازی و آزادسازی بازار و تجارت به دلیل فروپاشی کمونیسم داشت. اقتصاد نسبت به اوایل دهه ۱۹۹۰ بسیار با ثبات تر است، اما تورم همچنان یک مسئله برای روسیه باقی مانده‌است. از نظر تاریخی و در حال حاضر، اقتصاد روسیه از نظر سیستم حقوقی ضعیف، توسعه نیافتگی فعالیت‌های اقتصادی مدرن، عقب‌ماندگی تکنولوژیک و استانداردهای زندگی پایین‌تر، به شدت با اقتصادهای توسعه‌یافته بزرگ تفاوت داشته‌است.

## پیشینه تاریخی
برای حدود ۶۹ سال، اقتصاد روسیه و بقیه کشورهای اتحاد جماهیر شوروی بر اساس یک اقتصاد برنامه‌ریزی شده متمرکز، با کنترل دولتی تقریباً بر تمام ابزارهای تولید و تصمیمات سرمایه‌گذاری، تولید و مصرف در سراسر اقتصاد، عمل کردند. سیاست اقتصادی بر اساس دستورات حزب کمونیست، که تمام جنبه‌های فعالیت اقتصادی را کنترل می‌کرد، اتخاذ شد. از زمان فروپاشی کمونیسم در اوایل دهه ۱۹۹۰، روسیه در انتقال از یک اقتصاد متمرکز به یک اقتصاد مبتنی بر بازار با مشکلاتی روبرو شده‌است.
بخش اعظم ساختار اقتصاد شوروی که تا سال ۱۹۸۷ عمل می‌کرد، تحت رهبری ژوزف استالین سرچشمه گرفت و تنها تغییرات اتفاقی بین سال‌های ۱۹۵۳ و ۱۹۸۷ انجام شد. برنامه‌های پنج ساله و برنامه‌های سالانه مکانیسم‌های اصلی دولت شوروی برای تبدیل سیاست‌های اقتصادی به برنامه‌های اقتصادی بودند. با توجه به آن سیاست‌ها، کمیته برنامه‌ریزی دولتی (Gosudarstvennyy planovyy komitet—گاسپلن) اهداف خروجی در سراسر کشور را برای دوره‌های برنامه‌ریزی تعیین شده تدوین کرد. سپس سازمان‌های برنامه‌ریزی منطقه‌ای این اهداف را برای واحدهای اقتصادی مانند شرکت‌های صنعتی دولتی و مزارع دولتی (سوخوزی؛ مفرد. سوخوز) و مزارع جمعی (کلخوزی؛ مفرد. کلخوز) پالایش می‌کردند، که هر یک برنامه خروجی خاص خود را داشتند. برنامه‌ریزی مرکزی با این فرض عمل می‌کند که اگر هر واحد برنامه خود را برآورده کند یا از آن فراتر رود، آنگاه تقاضا و عرضه متعادل می‌شود.
نقش دولت اطمینان از تحقق برنامه‌ها بود. مسئولیت تولید از بالا به پایین جریان داشت. در سطح ملی، حدود هفتاد وزارتخانه دولتی و کمیته ایالتی، که هر یک مسئول یک بخش تولیدی یا فرعی هستند، بر فعالیت‌های تولیدی اقتصادی واحدهای حوزه مسئولیت خود نظارت می‌کردند. نهادهای وزیران منطقه ای به وزارتخانه‌های سطح ملی و واحدهای اقتصادی کنترل شده در مناطق جغرافیایی مربوطه گزارش می‌دادند. این طرح‌ها اهداف خروجی را برای مواد خام و کالاهای واسطه ای و همچنین کالاها و خدمات نهایی را در بر می‌گرفت. در تئوری، اما نه در عمل، سیستم برنامه‌ریزی مرکزی تعادل بین بخش‌ها را در سراسر اقتصاد تضمین می‌کند. تحت برنامه‌ریزی مرکزی، دولت عملکردهای تخصیصی را انجام می‌داد که قیمت‌ها در یک سیستم بازار انجام می‌دهند. در اقتصاد شوروی، قیمت‌ها فقط یک سازوکار حسابداری بود. دولت قیمت تمام کالاها و خدمات را بر اساس نقش محصول در طرح و سایر معیارهای غیراقتصادی تعیین می‌کرد که این نوع سیستم قیمت گذاری ناهنجاری‌هایی را سبب می‌شد. به عنوان مثال، قیمت نان، یکی از مواد اصلی رژیم غذایی روسی، کمتر از قیمت گندمی بود که برای تولید آن استفاده می‌شد. در برخی موارد، کشاورزان دام‌های خود را به جای غلات با نان تغذیه می‌کردند، زیرا قیمت نان کمتر بود. در مثالی دیگر، هزینه‌های اجاره آپارتمان‌ها برای دستیابی به برابری اجتماعی بسیار پایین تعیین شد، اما مسکن بسیار کم بود. صنایع شوروی مواد خامی مانند نفت، گاز طبیعی و زغال سنگ را با قیمت‌هایی کمتر از سطح بازار جهانی به دست می‌آوردند که باعث تشویق به ضایعات می‌شد.
سیستم برنامه‌ریزی مرکزی به رهبران شوروی این امکان را می‌داد که در مواقع بحرانی، مانند تهاجم نازی‌ها، منابع را به سرعت به کار گیرند و کشور را در دوره پس از جنگ صنعتی مجدد کنند. توسعه سریع پایگاه دفاعی و صنعتی آن پس از جنگ به اتحاد جماهیر شوروی اجازه داد تا به یک ابرقدرت تبدیل شود. تلاش‌ها و شکست‌های اصلاح‌طلبان در دوران پرسترویکا (تجدید ساختار) در رژیم میخائیل گورباچف (۱۹۸۵–۱۹۹۱) پیچیدگی چالش را تأیید کرد.

## گذار به اقتصاد بازار

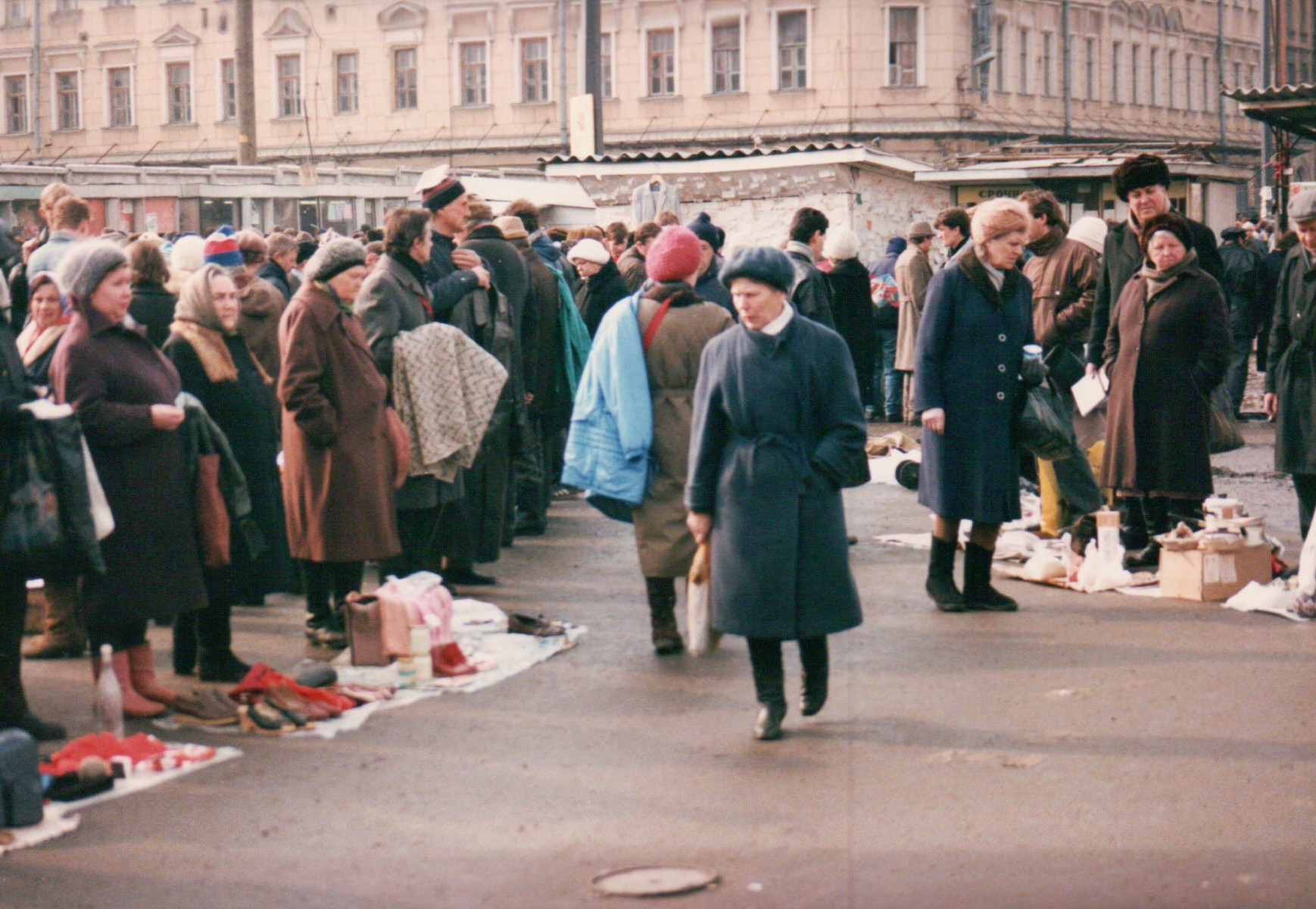
اقتصاد بازار‌ پس از سال۱۹۹۱

پس از سال ۱۹۹۱، تحت رهبری بوریس یلتسین، کشور چرخش قابل توجهی به سمت توسعه اقتصاد بازار با اعمال اصول اساسی مانند قیمت‌های تعیین شده توسط بازار انجام داد.
از زمان فروپاشی اتحاد جماهیر شوروی در سال ۱۹۹۱، روسیه سعی در توسعه اقتصاد بازار و دستیابی به رشد اقتصادی ثابت داشته‌است. در اکتبر ۱۹۹۱، یلتسین اعلام کرد که روسیه طبق توصیه ایالات متحده و صندوق بین‌المللی پول، اصلاحات رادیکال و بازار محور را در راستای «شوک درمانی» پیش خواهد برد.ابر تورم ناشی از حذف کنترل قیمت شوروی و دگربار پس از بحران مالی روسیه در سال ۱۹۹۸ بود. روسیه با در نظر گرفتن این نقش به عنوان شخصیت حقوقی ادامه‌دار اتحاد جماهیر شوروی، مسئولیت تسویه بدهی‌های خارجی اتحاد جماهیر شوروی را بر عهده گرفت، اگرچه جمعیت آن در زمان انحلال تنها نیمی از جمعیت اتحاد جماهیر شوروی را تشکیل می‌داد.
تولید ناخالص داخلی روسیه بین سال‌های ۱۹۹۱ تا ۱۹۹۸، علی‌رغم ثروت این کشور از منابع طبیعی، جمعیت تحصیلکرده و پایگاه صنعتی متنوع آن -اگرچه به‌طور فزاینده‌ای ویران شده بود -، حدود ۴۰ درصد کاهش یافت. با این حال، چنین رقمی ممکن است گمراه کننده باشد، زیرا بیشتر تولید ناخالص داخلی اتحاد جماهیر شوروی مربوط به هزینه‌های نظامی و تولید کالاهایی بود که تقاضای کمی برای آنها وجود داشت. توقف بخش اعظم آن هزینه‌های بیهوده این تصور نادرست از انقباض اقتصادی بزرگتر از حقیقی را ایجاد کرد.

### سیاست‌های پولی و مالی
در ژانویه ۱۹۹۲، دولت همزمان با لغو کنترل قیمت، ایجاد پول و اعتبار را نیز محدود کرد. با این حال، در ابتدای فوریه، بانک مرکزی به ریاست ویکتور گراشچنکو، کنترل عرضه پول را رها کرد. در سه‌ماهه دوم و سوم سال ۹۲، حجم پول به ترتیب ۳۴ درصد و ۳۰ درصد افزایش یافته‌است. تا پایان سال ۱۹۹۲، حجم پول روسیه هجده برابر افزایش یافت. این به‌طور مستقیم منجر به تورم بالا و بدتر شدن نرخ مبادله روبل شد.

### تورم
در سال ۱۹۹۲، اولین سال اصلاحات اقتصادی، قیمت‌های خرده فروشی در روسیه به ۲۵۲۰ درصد افزایش یافت. یکی از دلایل اصلی این افزایش، مقررات زدایی بیشتر قیمت‌ها در ژانویه ۱۹۹۲ بود، اقدامی که تنها در آن ماه باعث افزایش میانگین ۲۴۵ درصدی قیمت شد. تا سال ۱۹۹۳ نرخ سالانه به ۲۴۰ درصد کاهش یافته بود، که هنوز رقم بسیار بالایی است. در سال ۱۹۹۴ نرخ تورم به ۲۲۴ درصد بهبود یافته بود.